# Neomudèjar

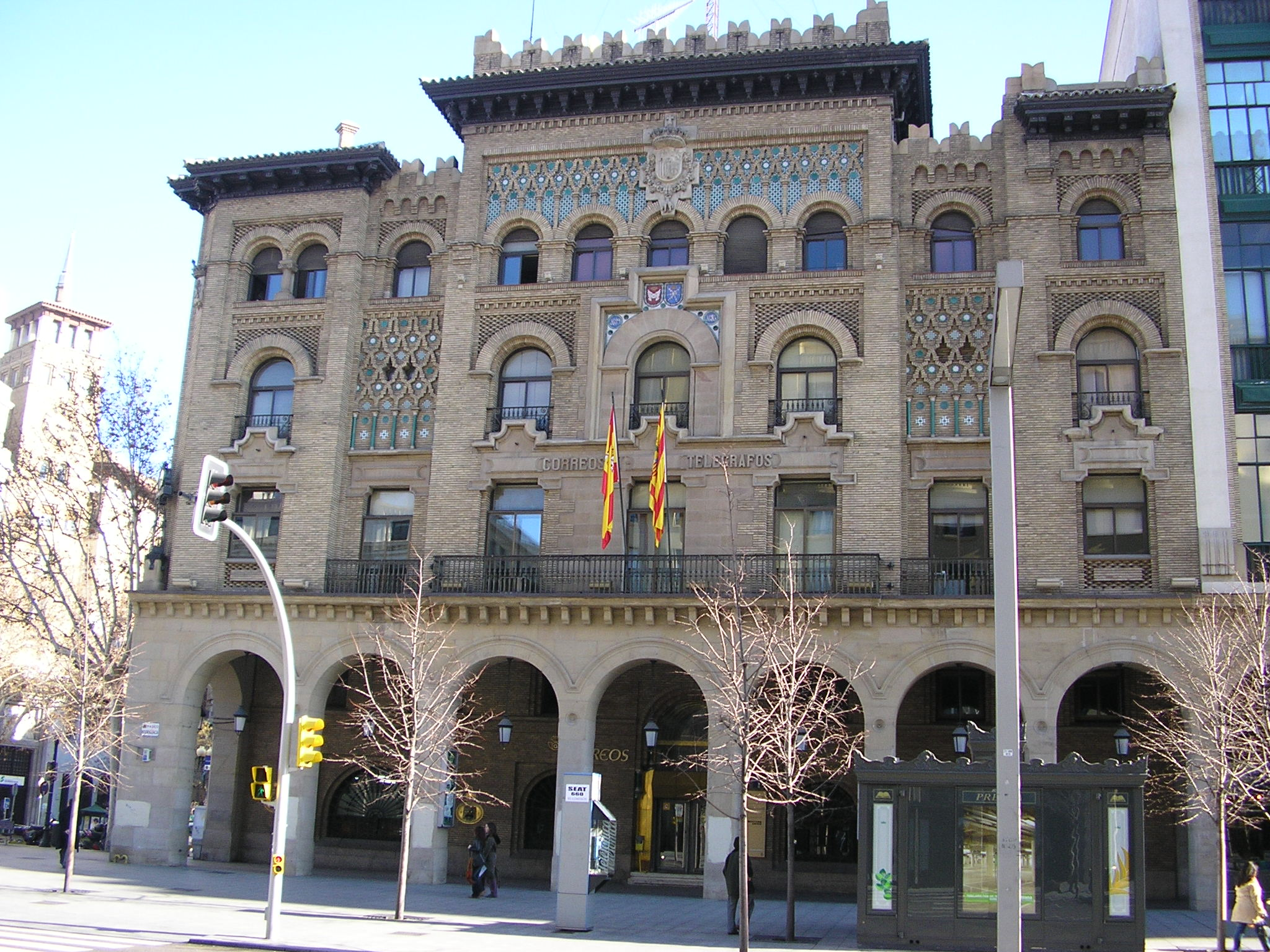
Edifici de Correus de Saragossa.

L'art neomudèjar és una renaixença de l'art mudèjar que es donà a la península Ibèrica al canvi del segle xix al xx. S'emmarca dins els corrents orientalistes de l'arquitectura historicista, imperant a Europa al fin de siècle. Aquesta aposta arquitectònica es va associar especialment a construccions de caràcter festiu i d'oci, com salons de fumar, casinos, estacions de tren, places de braus o saunes.
En tant que basat en una estètica hispànica, el neomudèjar fou reivindicat com un estil nacional espanyol. Arquitectes com Emilio Rodríguez Ayuso o Agustín Ortiz de Villajos veieren el mudèjar com un art espanyol i projectaren edificis servint-se de les seves característiques, com l'ús d'arcs de ferradura o les formes abstractes amb els maons. Normalment es considera que la plaça de braus de Madrid, obra de Rodríguez Ayuso i Lorenzo Álvarez Capra (1874) és la primera obra neomudèjar, presentant una estètica que seria seguida per altres arquitectes com Enrique María Repullés y Vargas, Joaquín Rucoba, August Font i Carreras, José Espeliú, Felipe Arbazuza o Aníbal González.
Ara bé, el que la historiografia ha considerat tradicionalment com art neomudèjar és sovint art neoàrab, ja que utilitzen elements de l'art propi d'època califal, almohade i nassarita, essent l'ús del maó vist l'únic aspecte pròpiament mudèjar.
- Plaça de braus de les Arenes a Barcelona
- Plaça de braus la Monumental a Barcelona
- Torre Pastor, de Puig i Cadafalch
- Casa Roviralta
- Casa Marsans, de Juli Marial i Tey, un edifici més aviat neoàrab
- Casino La Constància, a Sant Feliu de Guíxols
- Balneari Vichy Catalán de Gaietà Buïgas i Monravà
- Ca l'Amat a Vilassar de Mar
- Edifici Alhambra a Barcelona
- Xalet del Moro a Barcelona (desaparegut)